# Кемптен
Кемптен (на немски: Kempten; на латински: Cambodunum) е град в Германия, със статут на самостоятелна община и град без окръжна принадлежност. Разположен е в регион Швабия, провинция Бавария. Населението му към 31 декември 2024 г. е 67 645 души.

## География
Кемптен се намира в Баварското плато, като централната му част е на 674 метра надморска височина. Разположен е в близост до планинският регион Алгой. През територията му преминава река Илер.

### Климат
Климатът в Кемптен е умерен, с топли лета и студени, снежни зими. Средната годишна температура е около 7,5 °C. Лятото е приятно и влажно, докато зимите са студени и често пъти снежни. Температурите през годината се колебаят между -4 °C и 23 °C, като рядко падат под -11 °C или надвишават 29 °C. Кемптен е известен с относително високите си валежи, особено през лятото.
| Данни за температурите и валежите в Кемптен средно за периода от 1961 до 1990 г. | Данни за температурите и валежите в Кемптен средно за периода от 1961 до 1990 г. | Данни за температурите и валежите в Кемптен средно за периода от 1961 до 1990 г. | Данни за температурите и валежите в Кемптен средно за периода от 1961 до 1990 г. | Данни за температурите и валежите в Кемптен средно за периода от 1961 до 1990 г. | Данни за температурите и валежите в Кемптен средно за периода от 1961 до 1990 г. | Данни за температурите и валежите в Кемптен средно за периода от 1961 до 1990 г. | Данни за температурите и валежите в Кемптен средно за периода от 1961 до 1990 г. | Данни за температурите и валежите в Кемптен средно за периода от 1961 до 1990 г. | Данни за температурите и валежите в Кемптен средно за периода от 1961 до 1990 г. | Данни за температурите и валежите в Кемптен средно за периода от 1961 до 1990 г. | Данни за температурите и валежите в Кемптен средно за периода от 1961 до 1990 г. | Данни за температурите и валежите в Кемптен средно за периода от 1961 до 1990 г. | Данни за температурите и валежите в Кемптен средно за периода от 1961 до 1990 г. |
| Месеци                                                                           | яну.                                                                             | фев.                                                                             | март                                                                             | апр.                                                                             | май                                                                              | юни                                                                              | юли                                                                              | авг.                                                                             | сеп.                                                                             | окт.                                                                             | ное.                                                                             | дек.                                                                             | Годишно                                                                          |
| Абсолютни максимални температури (°C)                                            | 14,8                                                                             | 19,9                                                                             | 23                                                                               | 25,1                                                                             | 29                                                                               | 32,8                                                                             | 35,4                                                                             | 32,1                                                                             | 30                                                                               | 27                                                                               | 22,4                                                                             | 18,6                                                                             | 35,4                                                                             |
| Средни максимални температури (°C)                                               | 2,0                                                                              | 3,7                                                                              | 7,3                                                                              | 11,3                                                                             | 16,1                                                                             | 19,3                                                                             | 21,5                                                                             | 21,0                                                                             | 18,4                                                                             | 13,7                                                                             | 7,0                                                                              | 2,8                                                                              | 12                                                                               |
| Средни минимални температури (°C)                                                | −6,2                                                                             | −5                                                                               | −1,9                                                                             | 1,4                                                                              | 5,2                                                                              | 8,8                                                                              | 10,9                                                                             | 10,6                                                                             | 7,8                                                                              | 3,7                                                                              | −1,2                                                                             | −5,1                                                                             | 2,5                                                                              |
| Абсолютни минимални температури (°C)                                             | −29,8                                                                            | −25,4                                                                            | −24,2                                                                            | −9,8                                                                             | −5                                                                               | −1,8                                                                             | 2,7                                                                              | 1,9                                                                              | −3                                                                               | −6                                                                               | −19,4                                                                            | −27,2                                                                            | −29,8                                                                            |
| Средни месечни валежи (mm)                                                       | 83                                                                               | 78                                                                               | 79                                                                               | 96                                                                               | 115                                                                              | 163                                                                              | 141                                                                              | 156                                                                              | 103                                                                              | 76                                                                               | 94                                                                               | 90                                                                               | 1274                                                                             |
| Среден брой слънчеви дни в месеца                                                | 2,6                                                                              | 3,1                                                                              | 4,3                                                                              | 5,0                                                                              | 5,9                                                                              | 6,2                                                                              | 7,2                                                                              | 6,7                                                                              | 5,7                                                                              | 4,7                                                                              | 2,8                                                                              | 2,3                                                                              | 4,7                                                                              |
| -------------------------------------------------------------------------------- | -------------------------------------------------------------------------------- | -------------------------------------------------------------------------------- | -------------------------------------------------------------------------------- | -------------------------------------------------------------------------------- | -------------------------------------------------------------------------------- | -------------------------------------------------------------------------------- | -------------------------------------------------------------------------------- | -------------------------------------------------------------------------------- | -------------------------------------------------------------------------------- | -------------------------------------------------------------------------------- | -------------------------------------------------------------------------------- | -------------------------------------------------------------------------------- | -------------------------------------------------------------------------------- |
| Източник: www.wetterkontor.de                                                    |                                                                                  |                                                                                  |                                                                                  |                                                                                  |                                                                                  |                                                                                  |                                                                                  |                                                                                  |                                                                                  |                                                                                  |                                                                                  |                                                                                  |                                                                                  |

## История
| Държавни образувания в които е бил част Кемптен: Княжеско абатство Кемптен (1062 – 1289) · Свещена Римска империя – Имперски град (1289 – 1803) · Курфюрство Бавария (1803 – 1806) · Кралство Бавария (1806 – 1871) · Германска империя (1871 – 1918) · Ваймарска република (1918 – 1933) · Трети райх (1933 – 1945) · Окупирана от Съюзниците Германия (1945 – 1949) · Западна Германия (1949 – 1990) · Германия (след 1990 г.) |

### Античност
Кемптен е сред най-старите градове в Германия, наред със Шпайер, Вормс, Трир, Кьолн и Аугсбург. Историята му датира поне от времето на римското завладяване на Алпийските предпланини около 15 г. пр.н.е. Келтското селище Камбодунун е документирано за първи път в четвъртата книга на „География“ на гръцкия географ Страбон, написана преди 18 г. сл. Хр. Въпреки това, все още липсват надеждни археологически доказателства за по-голямо селище от предримското време. Съществуването на римския град Камбодунум обаче се счита за сигурно от времето на гореспоменатото римско завладяване на Алпийските предпланини от Нерон Клавдий Друз и Тиберий. Камбодунум вероятно е бил столица на провинция Реция през I и II век, преди новооснованият Аугсбург да поеме тази функция в края на II век.
Градът е в разцвет през I и II век. В края на III век, с изграждането на Дунавско-Илер-Рейнския лимес Кемптен се превръща в римски граничен град. На и близо до хълма в речната долина (известен днес като Бургалде) е построено оградено с късноримско укрепление селище, то се е наричало Камбиданум и се е простирало на север от Бургалде до върха на хълма, където днес се намира църквата „Свети Манг“. Там е бил постоянно разположен отряд от 3-ти италиански легион.

### Средновековие. Два града
От средата на VIII век в Кемптен на левия бряг на река Илер е съществувал манастир, основан през 752 г. от неговия абат Аудогар. Манастирската църква вероятно е била църква, посветена на Света Мария, построена няколко години по-рано и осветена от епископа на Аугсбург – Виктерп. Неин строител е бил монахът от Санкт Гален – Теодор, който е дошъл в региона Алгой с Магнус от Фюсен (Свети Магнус). Ранносредновековният манастир се е намирал в района на източното крило на днешната резиденция, а не на площад „Свети Манг“ или на Бургхалде, както се е предполагало според по-старите източници.
Двете стари енорийски църкви в Кемптен, „Свети Манг“ и „Свети Лоренц“ имат ранносредновековни предшественици: археологически, останки от предишните сгради и обширни гробни площи са изследвани под и до двете църкви, датиращи от края на VII век. Това доказва съществуването на ранносредновековно селище преди основаването на манастира.
Твърди се, че след 773 г. съпругата на Карл Велики – кралица Хилдегард е подкрепяла Кемптенското абатство. Оттогава тя е почитана като (втори) основател и благодетел. Карл Велики също така твърди, че е потвърдил правата и собствеността на манастира през 774 г. Твърди се, че папа Адриан I е осветил манастира в Кемптен през 777 г., но няма доказателства за престоя на този папа северно от Алпите.
Чрез подкрепата на Каролингите – след Хилдегард и Карл Велики, също и чрез сина им Лудвиг Благочестиви – Кемптенското абатство се издига до най-голямата и най-важна управляваща власт в региона Алгой по площ. Принц-абатът (титла, документирана от XII век) успява да превърне селището на речния кръстопът в град. До втората половина на XIII век манастирът и градът са разделени от Илер, който е преместен в сегашното си течение малко преди 1300 г. Също така река Илер образува границата между епископствата Констанц и Аугсбург, като старата гранична линия се е запазила след преместването на реката до 1827 г.
През 1213 г. крал Фридрих II от династията Хоенщауфен дарява на абата на княжеското абатство графство Кемптен. Привилегия, предоставена от крал Рудолф Хабсбургски през 1289 г., бележи първата стъпка в дългото пътуване на имперския град извън владенията на абата. Привилегиите от XIV век затвърждават статута на Кемптен като имперски град.
Но едва по време на така наречената „Голяма покупка“ от 1525 г. принц-абатът се отказва от все още обширните си права върху собственост и ползване в имперския град. Икономиката на Кемптен е основана на търговията със сол на дълги разстояния, защитена от Империята, както и търговията с местно произведени ленени тъкани и изделия от ковано желязо.
Статутът на Кемптен като град, пряко подчинен на императорската власт, в рамките на владенията на също толкова пряко подчинено императорско княжеско абатство, води до постоянни конфликти между гражданите на имперския град и принца-абата на княжеското абатство Кемптен. През 1363 г. например гражданите на Кемптен се възползват от годишната покана на абата за вечерята по случай Деня на Свети Мартин, за да завладеят градския замък на Бургхалде, който принадлежи на абата и се управлява от управител. Построяването на собствено училище през 1358 г. и основаването на църковна библиотека за градските проповедници през 1437 г. подчертават независимостта на града.
През 1477 г. на река Илер възниква нова индустрия с построяването на първите две фабрики за хартия.
През 1488 г. император Фридрих III предоставя на имперския град Кемптен правото да изобразява императорския орел с императорската корона в герба си. Войсковият контингент на Кемптен се отличава при освобождаването на младия крал Максимилиан I, който е бил затворен в Брюж. Днес Императорският орел още краси дясната половина на герба на града.

### Реформация и религиозни войни
Пред портите на протестантския имперски град се намирал католическият манастир и околностите му, заедно със своите слуги, гилдии и селяни. Суровото отношение на принцовете-абати към поданиците им и свързаната с това Селска война, както и религиозните убеждения на Реформацията и новото самочувствие на гражданите, поставили както града, така и манастира в трудно положение. Възползвайки се от трудното положение на принца-абата, имперският град постигнал висока степен на независимост от манастира. Пътят към религиозна Реформация в имперския град бил прокаран. След превръщането на града в протестантски имперски град, отношенията между имперския град и манастира са станали по-напрегнати.

#### „Голямата покупка“ и новите религиозни движения
Имперският град придобива пълна независимост от княжеското абатство през 1525 г. чрез т.нар. „Голяма покупка“. В началото на германската Селска война, след неуспешното предаване на официална жалба от селяните, манастирът е разграбен от жители на Кемптен, които се разбунтуват срещу особено суровия режим на принц абат Себастиан фон Брайтенщайн и огромните тежести, наложени от абатството – той постоянно изисква допълнителен данък от поданиците си. Въпреки че бунтовниците първоначално са смазани, през 1525 г. принц абат е принуден да избяга от замъка си в Либентан, който е обсаден от селяните. Той тайно търси убежище в Имперския град, където тогавашният бивш кмет, Гордиан Зойтер, го разпознава и се възползва от ситуацията, за да убеди принца-абата да подпише дълго договаряния договор относно прехвърлянето на останалите му права в Имперския град. На абата не е било позволено да напуска града, докато не подпише договора, който след това е потвърден от императора и папата и по този начин става правно обвързващ. Себастиан фон Брайтенщайн, който се нуждаел от пари в брой, продал останалите си суверенни права в града на гражданите на 6 май 1525 г. за 30 000 гулдена. За да могат да похарчат тази огромна сума пари, гражданите на Имперския град били обложени с допълнителен данък. Тъй като били протестанти, те продавали църковните съкровища, които смятали за ненужни. Те включвали мощи, потири и монстранци.
Това проправило пътя за обръщането на Имперския град към Реформацията. През 1529 г. имперският град бил сред представителите на протестантското малцинство (Протестация) в Имперския диет в Шпайер, подкрепяйки ученията на Мартин Лутер. През 1530 г. имперският град Кемптен подписва Аугсбургското изповедание. Неговите граждани искат безпрепятствено разпространение на протестантската вяра.
Както в много протестантски градове в Южна Германия, и в Кемптен възникват конфликти между лутерани и реформирани протестанти. През 1527 г. Якоб Хайстунг става първият протестантски проповедник в църквата „Свети Манг“, който е последовател на Улрих Цвингли и агресивно проповядва неговите учения. На Богоявление съборът гласува по въпроса за иконите – 500 души искат унищожаването на всички църковни украси, докато 174 се застъпват за тяхното запазване. Това води до иконоборство в реформираната църква „Свети Манг“. Майсторите на платна искат да покрият стенописите с платна, но не успяват да надделеят над последователите на Цвингли. Стенописите са пребоядисани, а обзавеждането унищожено. Органът, дарен от богато патрицианско семейство през 1480 г. оцелява, но не се използва 40 години.
Ученията на Цвингли доминират за кратък период. През 1553 г. словенският реформатор и последовател на Мартин Лутер – Примож Трубар идва да проповядва в църквата „Свети Манг“. Той успява да облекчи деноминационното напрежение и установява Аугсбургското изповедание като основа за църковния ред. По време на престоя си в Кемптен той превежда Новия завет на словенски език. Лутеранските учения отново доминират.
През август 1577 г. протестантският пастор Отмар Щаб подписва Лутеранската формула на съгласието, а през 1579 г. кметът Паулус Рьор следва примера му с подписа си от името на градския съвет. Други важни фигури от периода на Реформацията са Матиас Вайбел и пастор Сикстус Румел от Свети Манг. Религиозното положение на манастира остава непроменено. Като княжество, пряко подчинено на Империята, той остава ангажиран с католицизма, подкрепян от държавата.

#### Тридесетгодишната война, Просвещението и последният процес срещу вещици на германска земя
По време на Тридесетгодишната война католическият принц-абатство и протестантският имперски град принадлежат на двете взаимно враждебни религиозни партии и подкрепят съответните си съюзници в борбата със съседите си. Така, по настояване на имперския град, манастирът е разрушен от шведите през 1632 г. На 12 януари 1633 г. католически имперски и баварски войски под командването на Йоахим Кристиан фон дер Вал щурмуват Кемптен и причиняват големи щети, убивайки над 300 души. В същото време има две чумни епидемии, което води до спад на населението на имперския град от 6000 жители преди войната до 900 жители през 1635 г.
Малко преди края на Тридесетгодишната война, принц-абат Роман Гиел фон Гийлсберг започва да планира реконструкцията на разрушения манастир. Манастирската църква и резиденцията на принц-абата са планирани като център, за да бъдат свързани с планиран град. Раннобароковият църковно-манастирски комплекс е построен между 1651 и 1674 г. Принц абат Руперт фон Бодман получава правото да издигне градското селище близо до манастира до статут на град през 1728 г. При принц абат Анселм Райхлин фон Мелдег резиденцията е обзаведена с монументални, пищни мебели в стил рококо. През 1773 г. опитът за освобождаване на княжеското абатство като отделна епархия от Констанц и Аугсбург се проваля.
В периода от 1421 до 1775 г. са участвали 19 души в процеси срещу вещици в Кемптен. През 1775 г. Кемптен е сцена на последния процес срещу вещици в Германия. Анна Мария Швегелин е осъдена на смърт с меч като вещица, но не е екзекутирана, а е помилвана. Тя умира през 1781 г. в Щокхаус, затвора на Кемптенското абатство. През 2002 г. в нейна памет е издигнат фонтан от югоизточната страна на бившата резиденция на принц-абата. От декември 2018 г. стела на място предоставя информация за живота на Анна Мария Швегелин и хода на процеса.

### Ново баварско управление
XIX век бележи пълен преврат в историческата структура на Кемптен, състояща се от два града. Съвременният Кемптен възниква от продължително сливане на свободен имперски град и княжески бенедиктински манастир със собствен град. Кемптен, по същество традиционно швабски, е баварски едва от XIX век. Интеграцията му в Бавария носи със себе си и културни загуби. Многобройни имоти, принадлежащи на манастира, са конфискувани и продадени от Бавария, а великолепната резиденция се превръща в административно седалище на баварското правителство.

#### Окупация от Бавария и обединение на градовете близнаци
През 1802 г., дори преди Закона за императорските депутации от 25 февруари 1803 г., избирателните баварски войски навлизат в Алгой и медиатизират имперския град, а княжеското абатство секуларизират. И двете са присъединени към Бавария. Съществуващите самоуправляващи се права на манастира и имперския град, със собствени форми на управление и конституция, не могат да бъдат интегрирани в схематичната административна структура на Бавария като „паралелни“ образувания.
Баварската администрация решава да обедини имперския град и абатството. Административните действия за това отнемат няколко години, но произтичащите от това културни и социални проблеми се усещат все още през XX век. През 1806 г. Кемптен става административен център на новосъздадената област на Кралство Бавария – Илеркрайс, който първоначално се простира чак до Дорнбирн. През 1809 г. населението на Форарлберг многократно се опитва да окупира близките баварски градове, за да се откъсне от новия владетел Бавария. Кемптен е един от тях. Всички въстания във Форарлберг са потушени, като бившата австрийска страна претърпява тежки загуби. Форарлбергските гробове в югозападната част на Кемптен са доказателство за това. През 1817 г. област Илер е разпусната и включена в Горнодунавската област. На 17 май 1818 г. официално е завършено обединението на имперския град и колегиалния град, като околните селски села са разделени и обединени в двете селски общности Санкт Манг и Санкт Лоренц.

#### Индустриализация и първият комерсиално използван дизелов двигател
Началото на индустриализацията е белязано от построяването на моста „Крал Лудвиг“ през 1847 г. Първата жп гара, по това време все още крайна спирка и разположена на няколко метра от градските стени, е тържествено открита през 1852 г. с пристигането на първия влак. По протежение на Илер са построени множество фабрики. Между 1852 и 1853 г. в Кемптен на десния бряг на река Илер е построена голяма седем етажна механична предачна и тъкачна фабрика за памук, в която до края на 50-те години на XIX век има 566 стана, управлявани от почти 1000 работници. Дейността е преустановена едва през 1992 г. Оригиналната сграда от средата на XIX век е сграда със статут на паметник на културата, превърната е в жилищен комплекс. Допълнителен тласък за урбанизацията и индустриализацията е даден от кмета Адолф Хорхлер. По време на неговия мандат от 1881 до 1919 г. населението на Кемптен нараства от 12 хил. на 21 хил. души. Многобройните работни места привличат в Кемптен много хора от околността, които преди това са работили в селското стопанство. Излишъкът от евтина работна ръка предоставя на производителите възможност да построят нови фабрики. Ниските разходи за труд компенсират недостатъка на тогавашното лошо местоположение – далеч от големи градски центрове.
На 15 март 1898 г. първият в света дизелов двигател, използван за търговски цели, е пуснат в експлоатация от машинната фабрика в Аугсбург (днес „МАН Груп“) в кибритената фабрика в Кемптен. Година по-късно за първи път през града преминава автомобил. Малко преди Първата световна война за първи път над Кемптен прелита самолет. Около началото на XX век градът се разраства на юг. Една от причините за това е крайната жп гара на града.

## Население
Към 28 февруари 2018 г. броят на чужденците в Кемптен е 11 047 души, като те са от 125 държави. При регистрирани около 70,2 хил. души те представляват 15,73% от населението на града. Повече от половината чужденци са от пет държави: Турция (20,15%), Италия (13,69%), Румъния (10,18%), Унгария и Сирия.
Брой и произход на чужденците в Кемптен през 2019 – 2023 г.:
| Страна                    | Година | Година | Година | Година | Година |
| Страна                    | 2019   | 2020   | 2021   | 2022   | 2023   |
| Общо                      | 11 640 | 11 739 | 12 086 | 13 405 | 14 293 |
| Европа                    | 9 176  | 9 248  | 9 528  | 10 647 | 11 295 |
| Австрия                   | 340    | 348    | 336    | 349    | 357    |
| Беларус                   | 23     | 23     | 22     | 24     | 30     |
| Белгия                    | 12     | 13     | 16     | 15     | 14     |
| Босна и Херцеговина       | 328    | 337    | 361    | 392    | 426    |
| България                  | 202    | 232    | 272    | 288    | 325    |
| Великобритания            | 44     | 53     | 50     | 45     | 47     |
| Гърция                    | 134    | 135    | 125    | 136    | 144    |
| Ирландия                  | 12     | 12     | 11     | 13     | 11     |
| Испания                   | 101    | 93     | 99     | 97     | 109    |
| Италия                    | 1 492  | 1 484  | 1 484  | 1 447  | 1 454  |
| Косово                    | 353    | 388    | 431    | 456    | 519    |
| Нидерландия               | 36     | 43     | 47     | 44     | 44     |
| Полша                     | 474    | 436    | 445    | 441    | 450    |
| Португалия                | 49     | 49     | 49     | 50     | 49     |
| Румъния                   | 1 368  | 1 334  | 1 462  | 1 618  | 1 703  |
| Русия                     | 341    | 353    | 364    | 373    | 391    |
| Северна Македония         | 155    | 174    | 187    | 240    | 288    |
| Словакия                  | 120    | 117    | 119    | 125    | 127    |
| Сърбия                    | 108    | 111    | 120    | 125    | 126    |
| Турция                    | 2 142  | 2 113  | 2 079  | 2 052  | 2 199  |
| Унгария                   | 392    | 376    | 368    | 371    | 353    |
| Украйна                   | 103    | 107    | 110    | 938    | 1 115  |
| Франция                   | 66     | 77     | 77     | 72     | 74     |
| Хърватия                  | 355    | 410    | 442    | 460    | 459    |
| Чехия                     | 76     | 79     | 74     | 79     | 81     |
| Швейцария                 | 49     | 48     | 50     | 47     | 49     |
| Швеция                    | 11     | 13     | 12     | 10     | 12     |
| Африка                    | 568    | 595    | 622    | 573    | 658    |
| Еритрея                   | 126    | 133    | 148    | 153    | 149    |
| Нигерия                   | 155    | 162    | 160    | 82     | 114    |
| Сомалия                   | 51     | 52     | 54     | 38     | 41     |
| Америка                   | 191    | 184    | 184    | 211    | 244    |
| Бразилия                  | 35     | 31     | 30     | 39     | 41     |
| САЩ                       | 48     | 46     | 49     | 52     | 64     |
| Азия                      | 1 633  | 1 643  | 1 693  | 1 921  | 2 048  |
| Афганистан                | 222    | 225    | 258    | 335    | 386    |
| Ирак                      | 53     | 52     | 54     | 81     | 110    |
| Казахстан                 | 160    | 161    | 155    | 155    | 148    |
| Китай                     | 109    | 89     | 84     | 86     | 90     |
| Сирия                     | 495    | 493    | 482    | 474    | 421    |
| Австралия / Нова Зеландия | 11     | 10     | 9      | 9      | 11     |
| Без гражданство           | 30     | 25     | 21     | 17     | 17     |
| Неясно                    | 31     | 33     | 28     | 26     | 19     |

## Транспорт
Кемптен е разположен между федералните магистрали № 7, 12 ,19 и 980. През града преминава неелектрифицираната железопътна линия Бухлое-Линдау (между градовете Бухлое и Линдау), на която има две жп гари: Главна гара Кемптен и Гара Кемптен-изток. В близост до града е разположено летището Кемптен-Дурах. Обществения транспорт на града разполага с над 20 линии, негов оператор е „Мона Алгой“ (Mona Allgäu). Кемптен има добре развита мрежа от велосипедни алеи. Само в пешеходната зона има пълна забрана за колоездене.

## Промишленост
В Кемптен функционира предприятие за производство на млечни продукти – „Еделвайс“, с марките Brunch, Bresso и Milkana. От 1961 г. в Кемптен функционира предприятие за производство на машини – Liebherr-Verzahntechnik. Kemptener Maschinenfabrik (KMF) произвежда части за трактори на Fendt, както и за „Мерцедес-Бенц“. Пивоварната Allgäuer Brauhaus има седалище в Кемптен, въпреки че е преместена в Марктобердорф. 
Доставчик на електроенергия в града и региона Алгой е Allgäuer Überlandwerk.
През 1873 г. в града е основано предприятие за производство на хидрометрични измервателни системи. През 1922 г. е основано предприятие за производство на техническа керамика – ESK Ceramics, което през 2014 г. се преименува на 3M Technical Ceramics.
През 1964 г. компанията 4P Group премества административния си център в Кемптен и градът се превръща в център на опаковъчната индустрия. До 1973 г. компанията изнася в 40 страни и постига оборот от 520 милиона марки. През 90-те години на XX век компанията, ръководена от Герхард Кисел, изпада във финансови затруднения и е придобита от Van Leer Group. През 1997 г. белгийската компания Van Genechten Group придобива предприятието.
През 1948 г. в Кемптен е основана химико-фармацевтичната фабрика Cefak. Сред продуктите ѝ е комбинираното лекарство на основата на цефатрат Cefadysbasin, което облекчава вазоспазмите. През 1949 г. е основана компанията Bahnhof-Apotheke, която от 1988 г. произвежда ароматерапевтични продукти. Разполага с над 320 служители, тя е една от по-големите компании в Кемптен.

## Побратимени градове
Кемптен има пет споразумения за побратимяване на градове.
| Град         | Страна   | Описание |
| ------------ | -------- | --- |
| Бад Дюркхайм | Германия | Сътрудничеството с Бад Дюркхайм е установено през 1951 г., било е свързано с доставянето на вино. През 2001 г. е подписан договор за побратимяване между двата града. Провеждат се множество съвместни спортни и културни събития, както и училищни и младежки екскурзии. |
| Киберон      | Франция  | През 1968 г. бивши военнопленници от Киберон и Санкт Манг (днес част от Кемптен) установяват контакт за пръв път. През 1971 г. е подписан договор за побратимяване между двете селища. След регионалната реформа през 1972 г. Санкт Манг е присъединен към град Кемптен.  |
| Слайго       | Ирландия | През пролетта на 1990 г. е подписан договор за побратимяване с град Слайго. Провеждат се многобройни спортни, културни и академични срещи, но най-вече редовен младежки обмен.                                                                                            |
| Шопрон       | Унгария  | През 1987 г. е подписан договор за побратимяване с град Шопрон в северозападна Унгария. Провеждан е студентски обмен. След 1990 г. се организират съвместни екскурзии. |
| Тренто       | Италия   | През 1987 г. е подписан договор за побратимяване с град Тренто в северна Италия. Организиран е културен обмен между музикалните училища. |

## Личности
Личности, родени в Кемптен:
- Ернст Майр (1904 – 2005), германски учен – биолог
- Алфред Кранцфелдер (1908 – 1944), германски офицер от Кригсмарине
- Михаел Пейнкофер (р. 1969), германски журналист, преводач и писател
- Илхан Мансъз (р. 1975), турски футболист и фигурист
- Даниел Абт (р. 1992), германски автомобилен състезател